# Youtrechus zijunae
Youtrechus zijunae (лат.) — вид пещерных жуков-трехин, единственный представитель монотипического рода Youtrechus из семейства жужелицы (Carabidae). Эндемик Китая. Название вида дано в честь Ms. Zijun Ma, коллектора типовой серии. Родовое название образовано из двух слов, «You» + Trechus (типовой род жужелиц), где «You» в переводе с китайского означает «тёмный», что относится к жукам, живущим в тёмных подземных местах обитания.

## Распространение
Китай (Хубэй: Сяннин). Известен только из пещеры Feixian Dong.

## Описание
Слепые троглобионты с длинными 11-члениковыми усиками и тонкими ногами. Длина 6,5—6,9 мм; ширина 1,9—2,1 мм. Тело желтовато-коричневое, но усики, щупики и лапки бледные; умеренно блестящее и всё тело голые, хотя щёки с несколькими волосками; микроскульптурные гравированные сетки изодиаметрические на голове, поперечно-полосатые на переднеспинке и надкрыльях. Передняя часть (голова плюс проторакс) явно короче надкрылий, поверхность гладкая. Youtrechus — уникальный пещерный род трибы Trechini, известный до сих пор из юго-восточной провинции Хубэй. У него нет очевидных родственников, потому что местонахождение (пещера Фэйсянь Дун) находится очень далеко от мест обитания других пещерных жуков-Trechini. Например, ближайшая пещера — Шуйлянь Дун в северо-западной провинции Цзянси (местонахождение Luoxiaotrechus Tian & Yin, 2013), которая находится в 260 км от Фэйсянь Дун. Однако совокупность родовых признаков Youtrechus, таких как форма тела, трехзубцовый правый мандибулярный зуб, модифицированные протарсомеры 1 и 2 у самцов, наличие лабиального шва и хаетотаксических узоров на голове, переднеспинке и надкрыльях, указывает на то, что этот новый род, вероятно, близок к роду Qianaphaenops Uéno, 2000, который представляет собой разнообразный комплекс, встречающийся в Гуйчжоу, Чунцине и Шэньси.
Youtrechus может быть филогенетически связан с некоторыми японскими трехинами (такими как Epaphiopsis Uéno, 1953 , Trechiama Jeannel, 1927) или с Trechiotes Jeannel, 1954 из-за наличия дорсальной сеты на 5-м интервале надкрылий, в более заднем положении, чем две сеты 3-й полосы. Этот новый род легко распознать по коренастой голове с хорошо развитыми лобными бороздами, четырёхугольной переднеспинке с хорошо обозначенными задними углами, надкрыльям с тремя дорсальными порами и, по гениталиям, которые значительно увеличены и удлинёны у основания и сильно дугообразны у основания. Вид был впервые описан в 2023 году китайскими энтомологами (Mingyi Tian, Sunbin Huang, Xinyang Jia; Department of Entomology, College of Plant Protection, South China Agricultural University, Гуанчжоу, Китай).